# 2012년 대만의 텔레비전 드라마 목록
다음은 2012년에 타이완의 텔레비전에서 방송되었던 드라마 프로그램을 나열한 목록이다.

## 작품 목록
- 《가요풍화-초성》
- 《급애려사적기적》
- 《내의소녀》
- 《니시춘풍아시우》
- 《동화춘이발청》
- 《라사소저요출가》
- 《련하38도》
- 《반숙련인》
- 《백색지련》
- 《번당화원》
- 《분애분애니》
- 《성녀보표》
- 《소해대인》
- 《숭녀적대가》
- 《신선곡살인사건》
- 《아조료일개정인》
- 《아파적원망》
- 《애아애하, 아원의》
- 《애정래료, 청타잡》
- 《양광정량》
- 《여인화》
- 《온유적자비》
- 《우야화》
- 《잃어버린 성의 왕자》
- 《절대달령》
- 《종극일반 2》
- 《죄미려》
- 《지승선사》
- 《진애진현재》
- 《초콜릿에 반했어》
- 《판관 포청천 2012》
- 《풍수세가》
- 《피안 1945》
- 《행복삼과성》
- 《향전주향애루》
- 《화시애》

## 같이 보기
- 타이완의 텔레비전 드라마 목록
- 2010년대 타이완의 텔레비전 드라마 목록